# Truplaya indecisa
Truplaya indecisa är en tvåvingeart som beskrevs av Loïc Matile 1978. Truplaya indecisa ingår i släktet Truplaya och familjen platthornsmyggor.
Artens utbredningsområde är Kongo. Inga underarter finns listade i Catalogue of Life.